# رؤى الثمانية
رؤى الثمانية هي فيلم وثائقي أمريكي عام 1973 أنتجه ستان مارغوليس والسلطة التنفيذية التي تنتجها ديفيد ل. وولبر وتقدم نظرة منمقة في دورة الألعاب الأولمبية الصيفية 1972 في ميونيخ بألمانيا الغربية من إخراج ثمانية مخرجين مختلفين. تم عرضه خارج المنافسة في مهرجان كان السينمائي عام 1973. عرض لاحقا كجزء من قسم كلاسيكيات كان في مهرجان كان السينمائي 2013. بعض الصور من ملعب ميونيخ من الفيلم الوثائقي استخدمت في بلا حدود.

## المخرجون
طلب وولبر من ثمانية مخرجيت اختيار الطاقم الخاص بهم وخلق شريحة من شأنها التقاط بعض جوانب ألعاب ميونيخ.
- ميلوش فورمان أخرج العشاري.
- كون إيشيكاوا أخرج الأسرع.
- كلود ليلوش أخرج الخاسرون.
- يوري نيكلايفتش أوزرف أخرج البداية.
- أرثر بن أخرج الأعلى.
- مايكل بليغار أخرج النساء.
- جون شليسنغر أخرج الأطول.
- ماي تسيترلينغ أخرج الأقوى.

## الإنتاج
ألان هيوم أطلق النار على الجزء الأسرع للمخرج كون إيشيكاوا. آرثر ووستر بالرصاص أطول للمخرج جون شليزنجر وولتر لاسالي أخرج التصوير لفيلم آرثر بين الأعلى.

## الاستقبال
فاز رؤى الثمانية بجائزة أفضل فيلم وثائقي في جائزة الغولدن غلوب التي عقدت في عام 1974 للأفلام التي صدرت في عام 1973.
بيتر راينر من بلومبيرغ نيوز سيرفيس لاحظ أن شليسنغر فقط أزعج أن يكون على بينة من المأساة الإرهابية في ألعاب ميونيخ. أضاف أن: «شليسنغر هو الجزء الوحيد الذي يعترف تماما بالهجوم الإرهابي الذي وقع في سبتمبر الماضي حيث قتل 11 رياضيا ومدربا إسرائيليا وشرطي ألماني غربي».
يستمر راينر: "يبدأ دخول بن بشكل جريء وليس فقط من الصور التي تزحف على نحو سلس بل هو أيضا خارج التركيز والموسيقى التصويرية صامتة تدريجيا شحذ وأصوات الملعب تأتي ولكن في معظمها فإن قاذفات القطب التي ترتفع في السماء تظل تجريدات مفرطة جنبا إلى جنب مع محرره الكبير ديدي ألين الذي قطع بوني وكلايد قام بن بتجسيد العمل دون أن يغيب عن الأذهان حقيقة أن هؤلاء الرياضيين بمن فيهم بوب سيغرين هم من الرجال وليس الآلهة (كما قد يعتقدنا ريفنستاهل) "في إشارة إلى ليني ريفنستال 1938 الوثائقي أولمبيا".
يرى رينر أن المخرج الفرنسي كلود ليلوش يتناقض مع التصورات البطولية المدمرة لأعضاء مجلس الإدارة الآخرين: «يظهر لنا الملازمون الللوش... الملاكم الذي يحضر في الحلبة بعد هزيمته والمصارعون يحاولون القتال بعد تمزيق الأربطة وإزاحة أطراف والسباحون يتدفقون في بركة بعد آخر اللفة».